# 学校法人利幸学園
学校法人利幸学園（がっこうほうじん りこうがくえん）は、愛知県豊橋市に本部をおく学校法人。

## 概要
1988年（昭和63年）、豊橋市に本社をおく食品会社ヤマサちくわの地域貢献の一環として設立された。設立当初は中部コンピュータ専門学校のみを運営していたが、1992年（平成4年）4月には専門学校中部ビジネス・デザインカレッジを開校。
2002年（平成14年）5月、中部ビューティ・デザインカレッジが中部コンピュータ・パティシエ専門学校に名称変更。
学園の「利幸」は、設立母体であるヤマサちくわの5代目、佐藤利雄と夫人幸代の名前を一字ずつ合わせて命名されたものである。

### 専門学校中部コンピュータ・パティシエ専門学校
豊橋市花園町に所在。2024年（令和6年）時点では、校名に冠しているパティシエコース、WEB・CGコース、プログラミングコースのほか、医療事務コース、ペットコミュニケーションコース、歯科助手コースの計6コースが設置されている。

### WEB
1. 1 2 3  “中部コンピュータ・パティシエ専門学校”.   中部コンピュータ・パティシエ専門学校. 2024年12月4日閲覧。

### 書籍
1. 1 2  ヤマサちくわ株式会社180周年記念誌編集委員会 2008, p. 79.
2. ↑  ヤマサちくわ株式会社180周年記念誌編集委員会 2008, p. 115.
3. ↑  ヤマサちくわ株式会社180周年記念誌編集委員会 2008, p. 117.
4. ↑  ヤマサちくわ株式会社180周年記念誌編集委員会 2008, p. 80.